# آنپان
آنپان (به ژاپنی: あんパン Anpan) یک نوع نان شیرینی ژاپنی است که آن (پوره شیرین لوبیا) در داخل آن قرار می‌گیرد. این نوع نان برای اولین بار در دوره میجی و در سال ۱۸۷۴ میلادی در گینزا به معرض فروش گذاشته شد. برای تزئین این نوع نان از ساکورای نمک زده یا خشخاش استفاده می‌شود.